# Kótorosl
El Kótorosl (en rus: Которосль) és un riu de Rússia, un afluent per la dreta del Volga. Passa per l'óblast de Iaroslavl. Té una llargària de 132 km i una conca de 5.500 km². El seu cabal mitjà és de 30 m³/s. Els afluents més importants del riu són el Pakhma (per l'esquerra) i el Lakhost (per la dreta). Les viles més importants per on passa el Kótorosl són Gavrílov-Iam i Iaroslavl.

## Controvèrsia sobre la font
El Kótorosl es forma de la fusió dels rius Ústie i Vioksa. Aquest darrer és la sortida del llac Nero, prop de Rostov. Aquesta divisió entre l'Ústie i el Kótorosl està vinculada a causes històriques. En temps antics el riu era navegable, i hi navegaven els varegs de camí a Sàrskoie Gorodisxe i Timeriovo.
L'etimologia de la paraula Kótorosl és desconeguda exactament. Cap al segle xx era conegut com a Kótorost. L'opció més probable és que derivi del verb eslau antic «котораться» ('discutir'), suposadament en relació amb la disputa sobre quin havia de ser considerat l'origen del riu. Una altra teoria aclareix l'origen del riu com a provinent de les llengües ugrofineses a causa dels méria, que habitaven aquella zona.